# صرصور الفحاح المدغشقري
صرصور الفحاح المدغشقري (Gromphadorhina portentosa) وهو أحد أكبر أنواع الصرصر في العالم، حيث يصل طوله ما بين 5.1–7.6 سم عند البلوغ ويعود أصله إلى جزيرة مدغشقر قبل أن يتوزع في بقية أنحاء أفريقيا، هذا الصرصر ليس له أجنحة وهو متسلق ناجح، تتميز الذكور عن الإناث بكونهم أكثر سمكًا وأكثر شعرًا ولهم قرون أطول، يتواجد بشكل كبير على أخشاب الأشجار ويعيش حتى 5 سنوات ومعظم غذائه من الفواكه والخضروات.